# 毛枝树科
毛枝树科又名拟素馨科或离瓣茜草科，只有一属唯一一种，生长在巴西东部的热带地区，是一种小乔木，单叶对生；花的花冠4，分2层；果实为蒴果；二级小枝非常繁密。
1981年的克朗奎斯特分类法将本科列入蔷薇目，1998年根据基因亲缘关系分类的APG 分类法和2003年经过修订的APG II 分类法不承认这个科，将本属 合并入茜草科，属于龙胆目。